# Temnora burdoni
Temnora burdoni är en fjärilsart som beskrevs av Robert H. Carcasson 1968. Temnora burdoni ingår i släktet Temnora och familjen svärmare. Inga underarter finns listade i Catalogue of Life.